# 电梯限速器
限速器是电梯的安全保护部件之一。通过离心原理在电梯失速（运行过快）时触发，牵引限速钢丝绳使得电梯安全钳动作，紧紧夹住电梯导轨使其停止，从而保证乘员的安全。